# Magni Wentzel

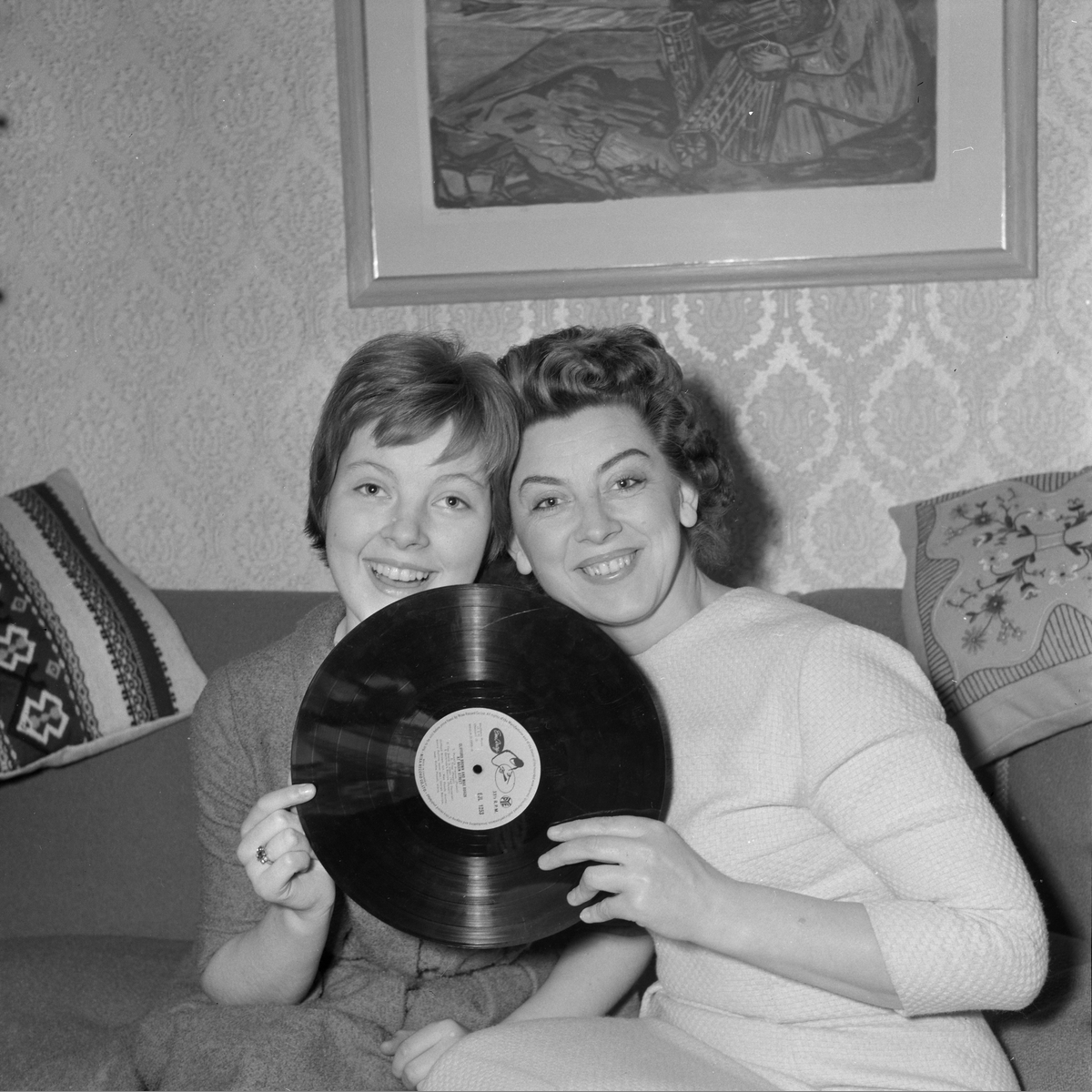
Magni Wentzel mit Åse Wentzel

Magni Wentzel (* 28. Juni 1945 in Oslo) ist eine norwegische Sängerin und Gitarristin, die trotz klassischer Ausbildung hauptsächlich im Jazzbereich hervorgetreten ist.

## Leben
Wentzel stammt aus einer musikalischen Familie; ihre Mutter war Sängerin, ihr Vater Geiger im Osloer Philharmonieorchester. Sie sang mit fünf Jahren im Kindertheater Totenlaget Barneteater. Dann lernte sie Gitarre und trat bereits mit zwölf Jahren als Jazzsängerin auf. Vierzehnjährig veröffentlichte sie ihre erste Jazzplatte That Old Feeling. Nachdem sie zum Studium als Opernsängerin an der Operahøgskole in Oslo zugelassen wurde, entschied sie sich, ab 1963 in Spanien Gitarre zu lernen. 1967 trat sie dort mit Pony Poindexter und mit Tete Montoliu auf. Zurück in Oslo trat sie mit der Rhythm-&-Blues-Band ihres Cousins, Geir Wentzel, auf. Dann arbeitet sie mit Jazzmusikern wie Einar Iversen und Egil Kapstad zusammen und gründete eine eigene Band. Sie trat ab 1977 auch als Solistin mit der Danish Radio Big Band und dem dänischen Rundfunk-Sinfonieorchester auf. Auch tourte sie mit Charlie Ventura.
Zur Eröffnung einer Munch-Ausstellung trat sie 1978 als klassische Gitarristin in der National Gallery of Art in Washington, D.C. auf. 1986 spielte sie in einer Aufnahme des norwegischen Rundfunks die Solo-Gitarre im Concierto de Aranjuez von Joaquín Rodrigo. In den nächsten Jahren arbeitete sie mit Roger Kellaway, Red Mitchell, Niels-Henning Ørsted Pedersen, Art Farmer und Mads Vinding zusammen. Peter Gullin schrieb für sie „Far, Far Away Where Longing Lives“ (1990). Auch trat sie in Hoffmanns Erzählungen auf.

## Preise und Auszeichnungen
Wentzel erhielt 1988 den Gammleng-Preis; 1998 wurde sie mit dem Buddyprisen ausgezeichnet.

## Diskografische Hinweise
- Sofies plass (Hot Club Records, 1983, mit Egil Kapstad, Ole Jacob Hansen, Carl Morten Iversen, Halvard Kausland;. nominiert für den Spellemannprisen)
- All or Nothing at All (Gemini Records, 1986, mit Egil Kapstad, Terje Venaas, Egil Johansen)
- New York Nights (Gemini Records, 1991, mit Roger Kellaway, Red Mitchell)
- Porgy & Bess (Hot Club Records, 2001, mit Olga Konkova, Nils Jansen, Christian Jaksjø, Carl Morten Iversen, Espen Rud)
- Live (Curling Legs, 2003, mit Jørn Øien, Jon Gordon, Carl Morten Iversen, Espen Rud)

Singles
- Mamma (en gutt har sett på meg) (1958), mit Per Nyhaug
- Byssan lull Blues (1958), mit Åse Wentzel
- That Old Feeling/My One and Only Love (1959)
- Augustin (1959), mit Åse Wentzel & Willy Andresen
- Milk Shake/Troll-Rock (1960)
- Walk on My Side/I Want You (1970)